# Бурощёкий калао
Бурощёкий калао (лат. Bycanistes cylindricus) — вид птиц из семейства птиц-носорогов. Подвидов не выделяют.

## Таксономия
Существует мнение о конспецифичности данного вида с Bycanistes albotibialis.

## Распространение
Обитают на территории Кот д’Ивуара, Ганы, Гвинеи, Либерии, Сьерра-Леоне и Того.

## Описание
Крупные птицы, длина тела 60-70 см. Вес одной самки составил 921 г. У самца крупный кремово-желтый загнутый вниз клюв. Также имеется гребень (надклювье в виде «рогов»). Окрас тёмный, но зад, хвост и часть крыльев белые.
Самки мельче самцов и имеют гораздо более маленькие клювы. «Рога» у них черноватые. Неполовозрелые особи мельче взрослых птиц и лишены «рогов».

## Биология
Питаются фруктами (по другим данным в основном насекомыми). Отличные переносчики семян на большие расстояния. У многих местных деревьев семена крупные, поэтому любое сокращение популяции Bycanistes cylindricus может негативно сказаться на состоянии лесов. Гнёзда располагают высоко на деревьях. Размножаются, возможно, не каждый год.

## Охранный статус
МСОП присвоил виду охранный статус VU.